# Bootsmannsmaatknoten
Der Bootsmannsmaatknoten, häufig auch Hohenzollernknoten genannt,  ist ein Knoten aus der Schifffahrt, der historisch als Abzeichen diente und heutzutage im Makramee als Zierknoten zu finden ist. 

## Namen und Geschichte

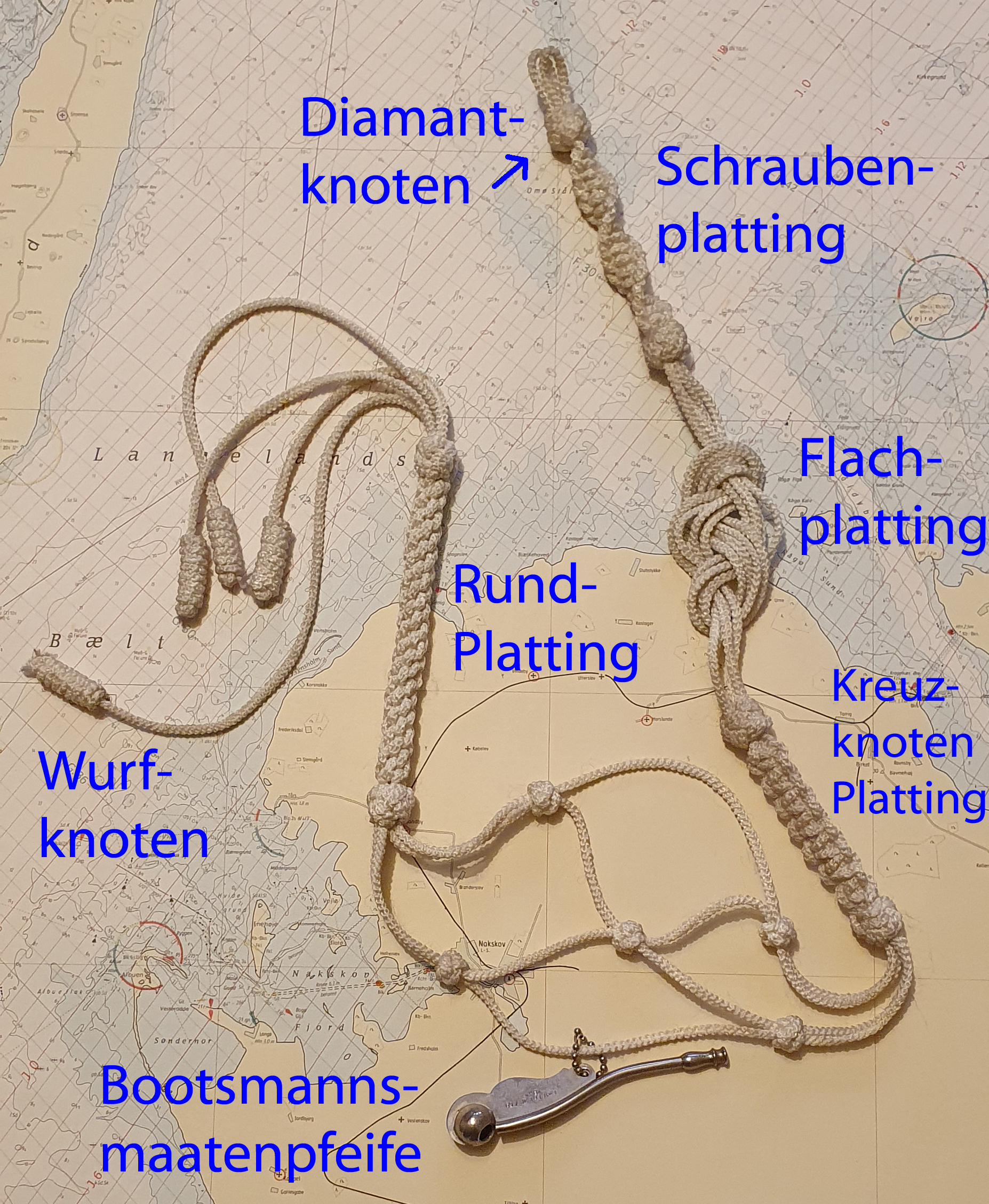
Bootsmannsmaatenschnur mit Bootsmannpfeife. Das Flachplatting in der Mitte oben rechts ist der Hohenzollernknoten.

Der Name „Bootsmannsmaatknoten“ stammt von den Schnüren der Bootsmannpfeife, womit der Bootsmannsmaat seine hierarchische Stellung an Bord betonte. Mit der Schlaufe konnte er auf den Jackettknopf geknüpft werden.

## Anwendung
Bildet eine hübsche Schlaufe an Pfeifenschnüren oder an der Kordel des Messers.

## Knüpfen
Zuerst wird eine Bucht gebildet. In das doppelte Bändsel wird eine „Acht“ gelegt.
Mit dem Ende durch das Auge, und dann immer abwechselnd oben drüber und unten durch, und zum Schluss wieder durch das Auge.

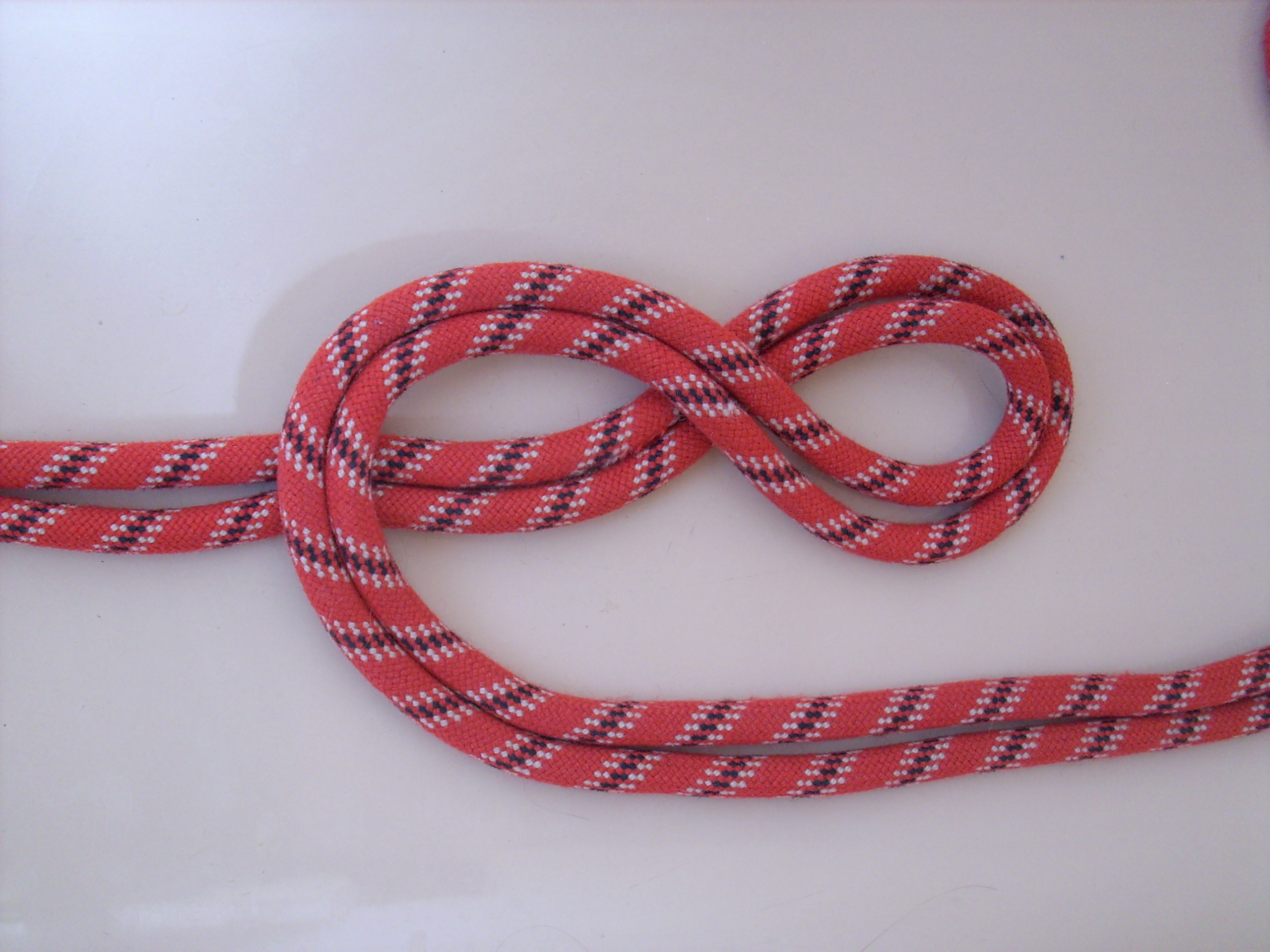
„Acht“ legen
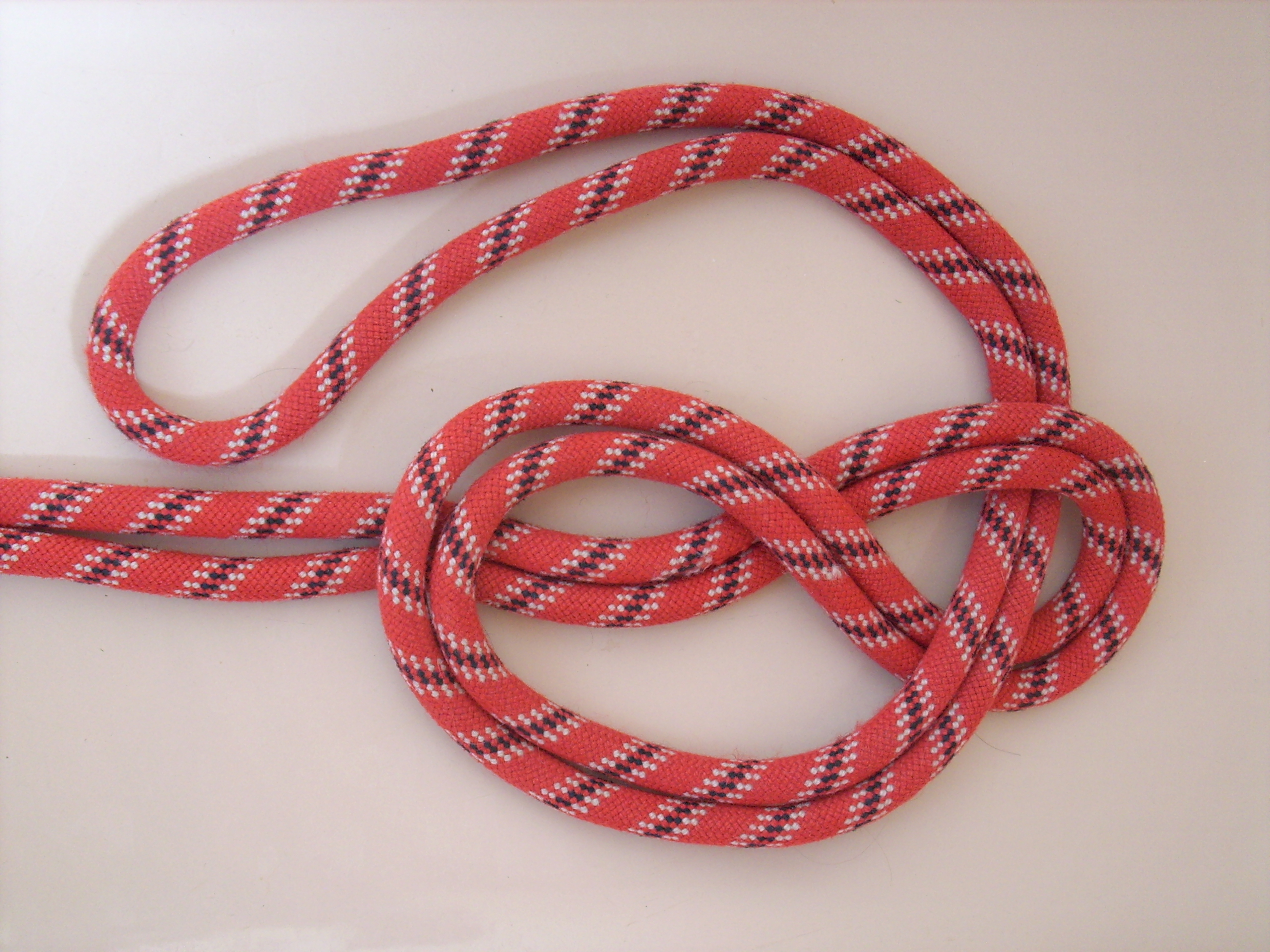
oben rum, durch das Auge, unten rum
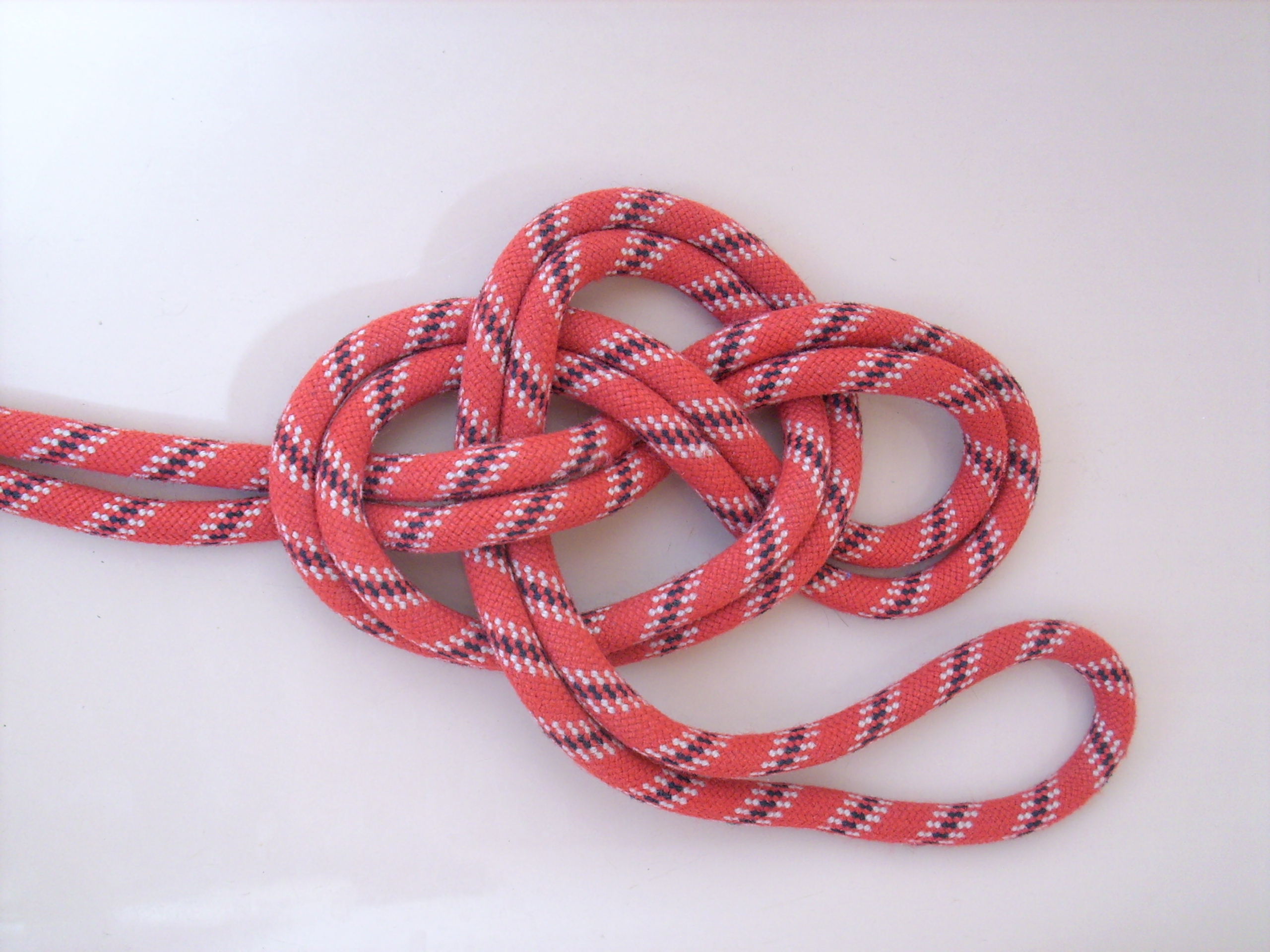
oben rum, unten rum, oben rum
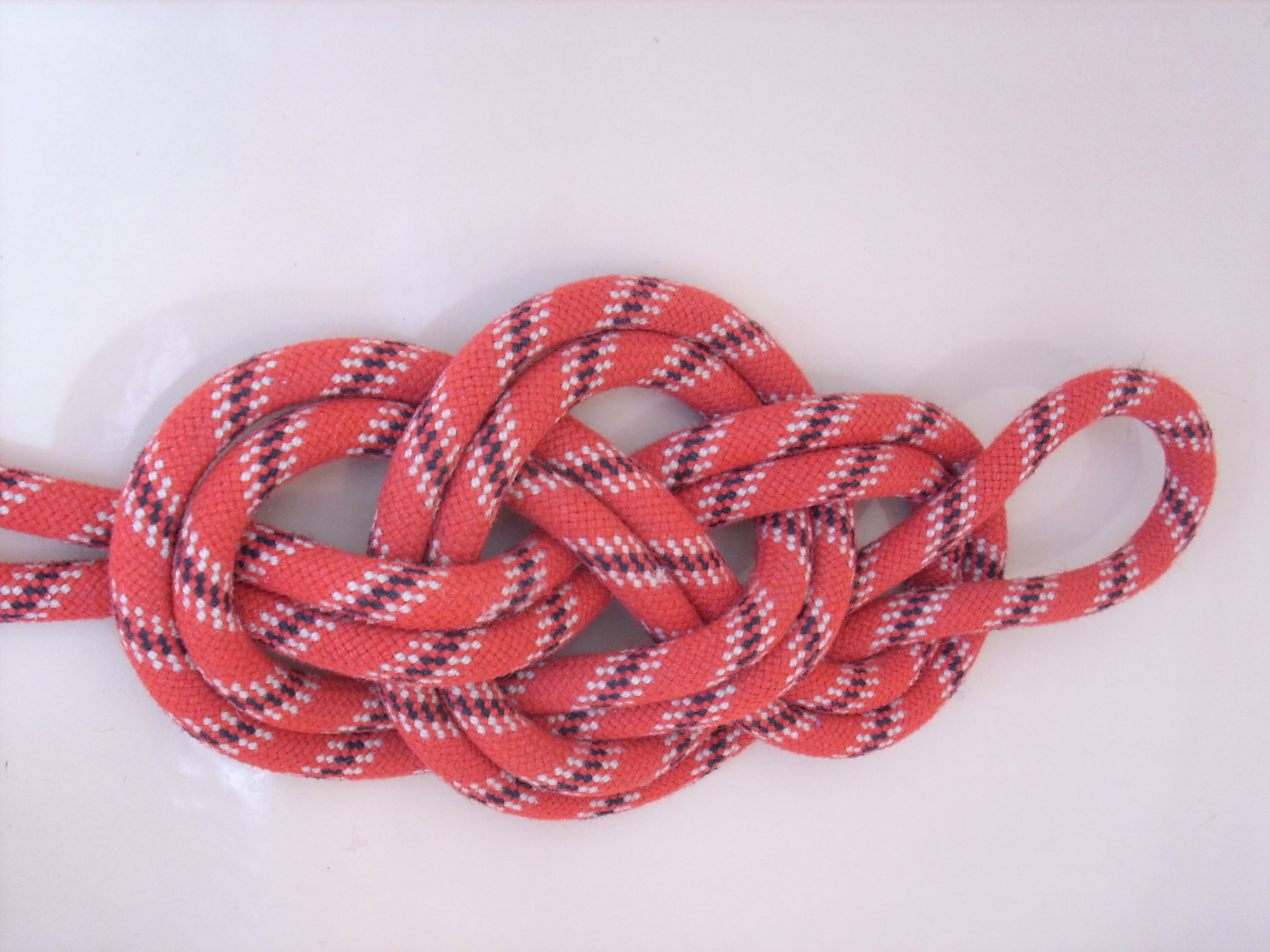
unten rum, durch das Auge, fertig
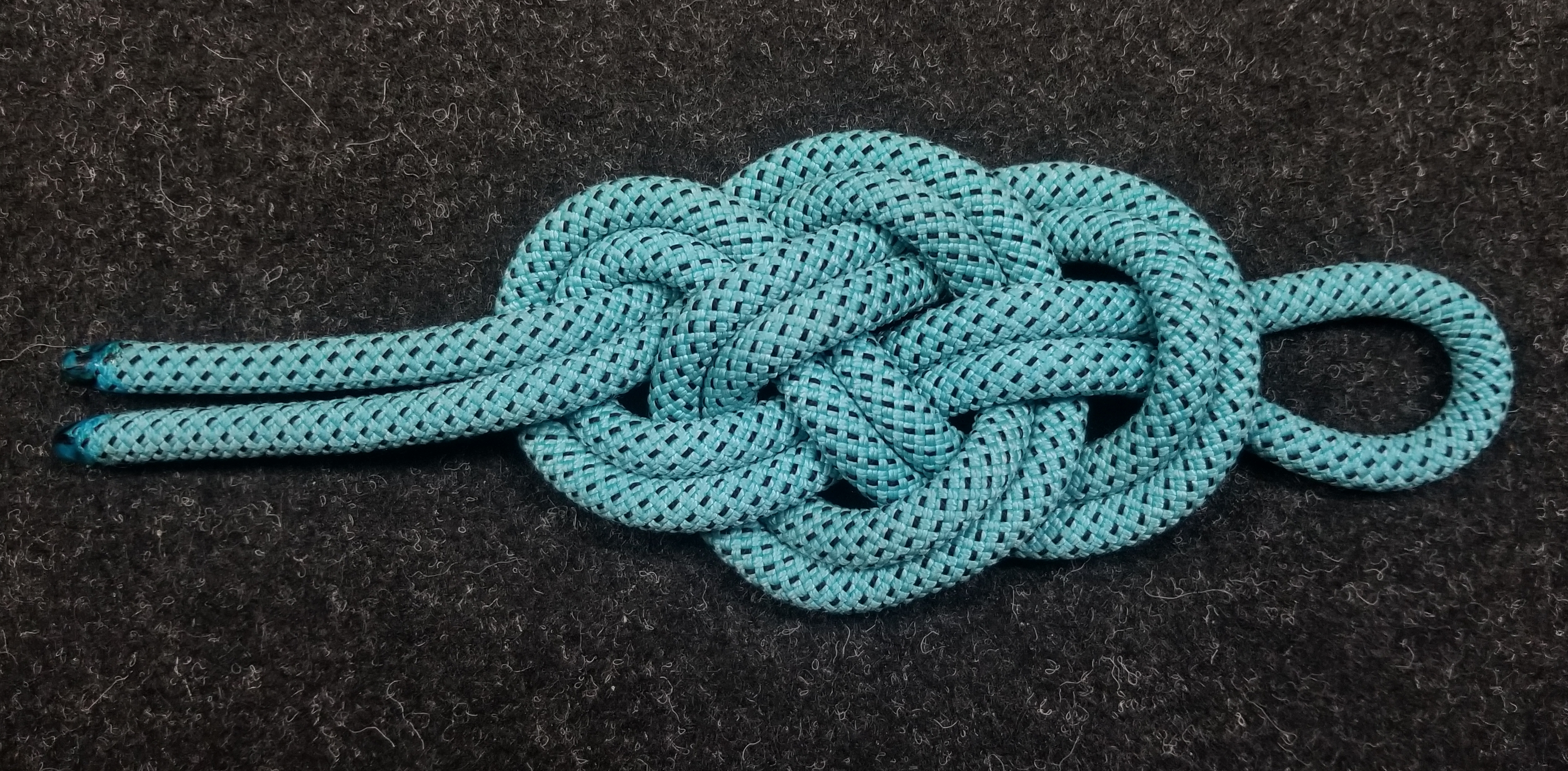
Hier der Knoten so geknüpft, dass nicht die Schlaufe schräg, sondern senkrecht herauskommt. Man knüpft nicht wie links mit der Schlaufe, sondern mit den Leinenenden.

## Abwandlungen

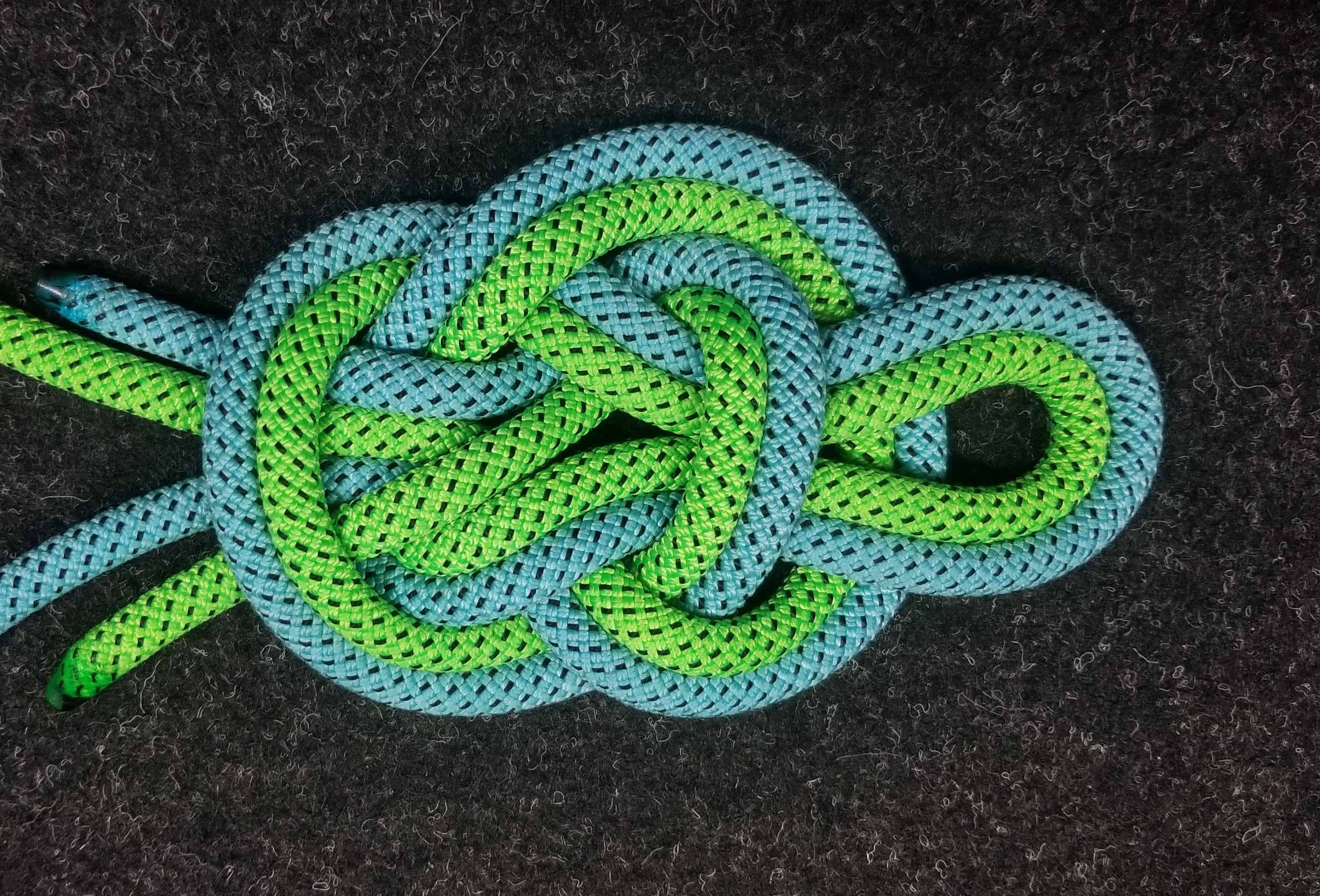
Flaschenknoten mit zwei Strängen. Lässt sich wie der Bootsmann-maatknoten als Zierknoten verwenden.

Der Bootsmannsmaatknoten ist ein Grundmuster für das Platting, bei dem viele Formen immer abwechselnd „oben rum – unten rum“ geflochten werden.

## Alternativen
- Der Bootsmannsmaatenknoten (Flaschenknoten) ähnelt im Namen und im Aussehen dem Bootsmannsmaatknoten (Hohenzollernknoten), der hier im Artikel behandelt wird. Er ist aber ein Bindeknoten zum Transportieren oder Aufhängen von Flaschen etc., deshalb auch Flaschenknoten genannt. Er lässt sich aber auch als Zierknoten verwenden.